# Resort Boin
Resort Boin es una novela visual eroge desarrollada por Crossnet-Pie y lanzada en Japón en 2007, siendo secuela de Boin. A finales de ese mismo año, fue adaptada a una serie OVA hentai de tres episodios finalizando en 2009.

## OVA
Las OVA fueron producidas por Milky Animation Label al igual que su predecesora, siendo el primer episodio lanzado el 25 de diciembre de 2007. El segundo episodio fue lanzado el 25 de mayo de 2008, mientras que el último episodio, el 25 de abril de 2009.
En los tres episodios, al igual que en Boin, el protagonista es el profesor Daisuke Ichijou quien decide ir de vacaciones a una isla sureña de Japón y, para su sorpresa, se encontrará con sus alumnas Nao y Mitsugu.
| Personaje                                | Seiyū         |
| ---------------------------------------- | ------------- |
| Nao Iihara                               | Mahiru Kaneda |
| Mitsugu Tsukushino                       | Mia Naruse    |
| Momona Amamiya                           | Haruno Sakaki |
| Maya Koromogae                           | Minami Hokuto |
| Mika Kuouzumiaiginsusutakeizumonokamimei | Erena Kaibara |
| Kanae Shinjō                             | Misumi        |